# Walter René Fernández
Walter René Fernández (Santa Fe, Argentina; 14 de julio de 1960) es un exjugador de fútbol. Debutó en Rosario Central en 1979; luego actuó en Argentinos Juniors, Huracán de Chabás, Atlético Ledesma (Jujuy), Defensores de Belgrano, Racing Club, Cruz Azul (México) y Universidad de Chile.

## Trayectoria
Fue un wing izquierdo desequilibrante con habilidad y potencia; poseía además una gran pegada que le permitía enviar centros letales que eran aprovechados por sus compañeros de ataque. 
Debutó en Primera en Rosario Central en el año 1979 y llegó a Argentinos Jrs. en 1981 pero el año siguiente no integró el plantel que jugó el Nacional ese año. Durante el receso por el Mundial de España decidió dejar el club y fichar para Huracán de Chabás, y pocos meses más tarde pasó al Club Atlético Ledesma de Jujuy. 
En 1983 recaló en Defensores de Belgrano que disputaba la Primera "B" donde jugó 65 partidos y convirtió 27 goles hasta 1984 siendo figura del equipo.
Posteriormente, en 1985, llegó a Racing como refuerzo cuando estaba en la segunda división para intentar lograr el ascenso. Allí tuvo su mejor etapa futbolística dado que fue importantísimo para lograr el ansiado retorno a Primera División aportando desbordes, centros, asistencias y goles (dos de ellos en la primera final contra Atlanta). 
En la Supercopa Sudamericana de 1988 fue el goleador del equipo con 3 tantos: dos frente a River en la primera semifinal y otro en la final, en el partido de ida frente a Cruzeiro (Brasil). 
Entre 1989 jugó en México para el Cruz Azul y en la Universidad de Chile en 1991 donde tuvo un desempeño regular disputando 24 partidos y marcando 4 goles. Su equipo terminó en el décimo cuarto lugar de la tabla y debió disputar la Liguilla de Promoción.
Finalmente en 1993 volvió a su país donde y a Defensores de Belgrano en Primera B Metropolitana donde se retiró del fútbol profesional. Su vuelta fue breve, pero lo impactante lo había hecho antes.

## Títulos oficiales
- Campeonato Nacional 1980  Rosario Central
- Supercopa Sudamericana 1988  Racing Club